# Estação 110 Sul
A Estação 110 Sul é uma estação da rede de Metrô do Distrito Federal, localizada nas proximidades da quadra 110 Sul, na Asa Sul, em Brasília. Após 20 anos sem utilização, foi inaugurada em 17 de setembro de 2020 pelo vice-governador Paco Britto.

## A estação
A Estação 110 Sul é uma das estações do Metrô do Distrito Federal, situada na Asa Sul do Plano Piloto em Brasília, entre a Estação 108 Sul e a Estação 112 Sul. Pertencendo às duas linhas existentes na cidade - a linha Verde (Central - Ceilândia) e a Laranja (Central - Samambaia). As estações adjacentes, já operantes, também conferem acesso a ambas linhas. Com a implantação da nova estação, espera-se 3 mil novos passageiros por dia.
Embora o metrô passe pela região, a estação encontrou-se inoperante até 17 de dezembro de 2020. No dia 3 de outubro de 2017, a Companhia do Metropolitano do Distrito Federal (Metrô DF) abriu uma licitação para a conclusão das obras da estação, que deveriam ser concluídas até o final de 2018. Mas devido a atrasos nas obras e a mudança de governo, a previsão mudou primeiramente para o segundo semestre de 2019. Em janeiro de 2019 o Governo do Distrito Federal (GDF) havia conseguido financiamento de R$ 18.706.090,48 para a conclusão da 110 Sul. Posteriormente, o prazo de entrega foi adiado para 2020. Mais especificamente, as obras da estação 110 Sul estavam, em outubro de 2019, previstas para serem entregues no primeiro semestre de 2020. A finalização da estação 106 Sul seguia a mesma previsão. Ambas novas estações da Asa Sul são uma demanda antiga dos moradores, uma vez que as estações deveriam ter sido concluídas no início dos anos 2000.
Em maio de 2020, mesmo em meio à pandemia do Coronavírus, as obras da estação 110 Sul e também da 106 Sul seguiram ocorrendo. Nesta data, elas se encontravam em fase final de construção e já haviam sido investidos R$ 35 milhões na estrutura, por parte do Metrô-DF. Para o início de operação, contudo, ainda eram necessárias: implantação de serviços de telefonia, sistema de transmissão de dados, radiocomunicação, bilhetagem, mobiliário, ligações definitivas de água e energia, aprovação das instalações de prevenção e combate a incêndio, comunicação visual e de segurança, entre outros. A data prevista para inauguração não foi divulgada nessa data. O então presidente do Metrô-DF, Handerson Cabral, disse que a impossibilidade de precisão de uma data inicial vinculou-se a medidas mais extremas de segurança para os usuários e empregados, em vista da pandemia.
A nova estação cumprirá os parâmetros estabelecidos pelo normativo nº 9050/2015 da Associação Brasileira de Normas Técnicas (ABNT) que preconiza sobre a construção, instalação e adaptação do meio urbano e rural, de edificações, mobiliário, espaços e equipamentos quanto a acessibilidade de Pessoas com Deficiência, idosos, usuários com dificuldades de locomoção entre outros. A estação 110 Sul, assim como a 106 Sul, será ocupada por órgãos do Governo do Distrito Federal - o que já ocorre em outras estações como a Central, que dá acesso à Rodoviária do Plano Piloto. Após a entrega das estações, que constitui uma primeira etapa, prevê-se uma segunda, na qual estão previstas as obras para a construção da passarela que liga os eixos W e L, sob os Eixinhos e o Eixão, além de acessos em superfície.

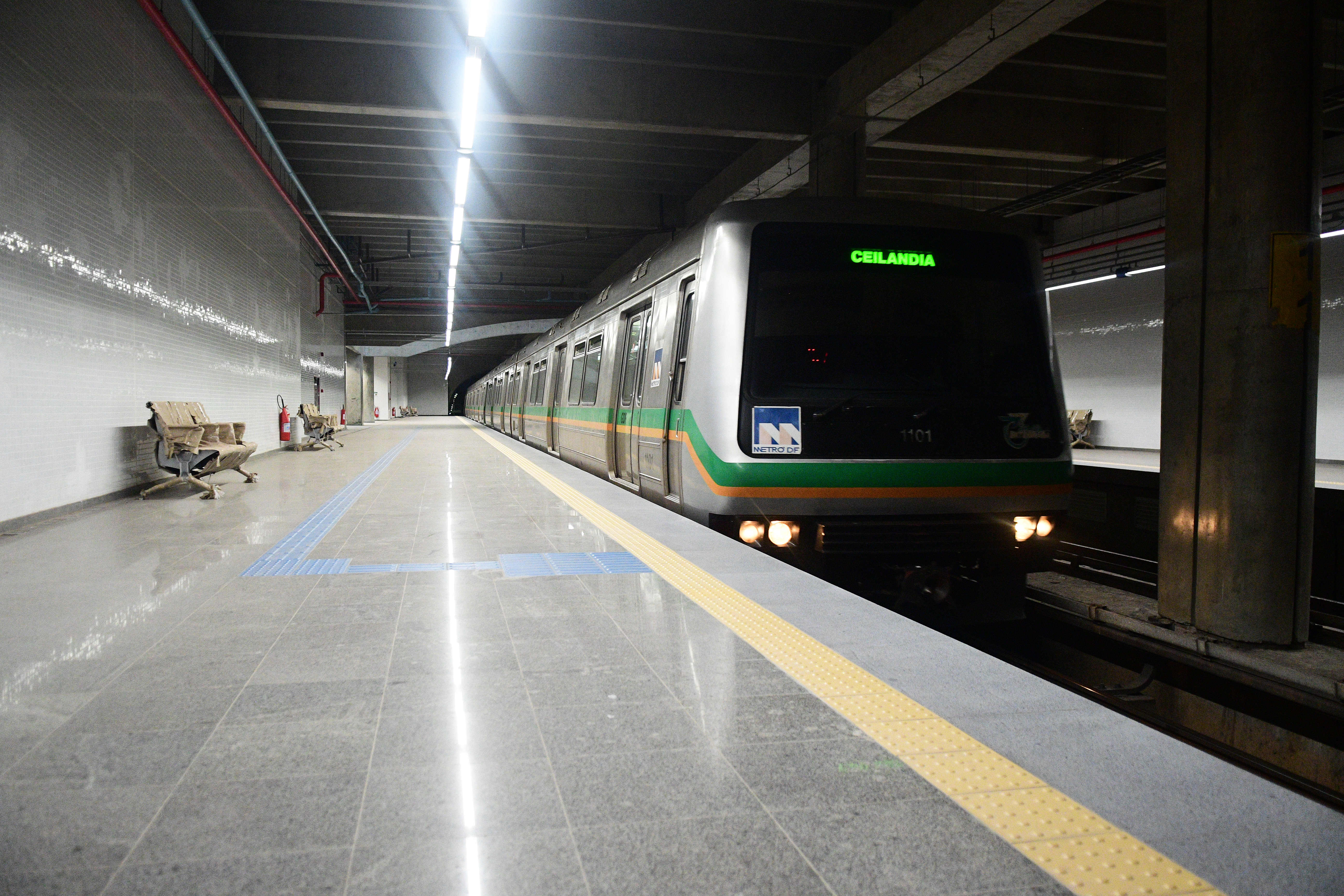
Estação em fase de acabamento

A estação Estrada Parque, que beneficiou 10 mil usuários da Região Administrativa de Águas Claras, foi a última estação do Metrô a ser concluída. Ela começou a ser utilizada, de modo experimental, no início de janeiro de 2020. Com esta nova estação, o Metrô-DF soma 25 estações operantes. Além das obras das estações 110 e 106 Sul, encontram-se em andamento outros projetos: a expansão de 3,6km de via e construção de duas novas estações no Ramal Samambaia, os estudos para a expansão de 2,5km de via em Ceilândia e a construção de duas novas estações, além da primeira estação da Asa Norte, localizada nas proximidades do Setor Comercial Norte (SCN), com 1 km de via até a altura do Hospital Regional da Asa Norte (HRAN).A obra foi inaugurada em 17 de setembro de 2020 junto com a linha 106 Sul.

| Oeste ou norte                     |  |               |  | Leste ou Sul            |
| ---------------------------------- |  | ------------- |  | ----------------------- |
| 112 Sul sentido Terminal Samambaia |  | Linha Laranja |  | 108 Sul sentido Central |
| 112 Sul sentido Terminal Ceilândia |  | Linha Verde   |  | 108 Sul sentido Central |
| editar no Wikidata                 |  |               |  |                         |

## A Asa Sul e a quadra 110 Sul
A Asa Sul faz parte do chamado Plano Piloto da cidade de Brasília, é conhecida como o pulmão do Distrito Federal. Uma das áreas residenciais mais nobres da capital federal, a Asa Sul reúne desejados prédios e casas, parques, e conta com a melhor infraestrutura da região. A Asa Sul é cortada pelo Eixo Rodoviário de Brasília, o Eixão, uma via expressa de sete faixas - seis em cada direção e uma central. A oeste do Eixão encontra-se a quadra 110, pois localizam-se as quadras que iniciam com números ímpares, ou seja, 101 a 116, 301 a 316, 501 a 516, 702 a 716 e 901 a 916. A superquadra 110, assim como as de número 101 a 116 e 301 a 316 é povoada apenas por prédios de apartamentos.
Nas imediações da Estação 110 Sul há um centro comercial. Mais especificamente, nas quadras 109 e 110 Sul há um comércio especializado em luminárias.